# Liste des châteaux italiens par région
Cette liste, non exhaustive, répertorie les principaux châteaux en Italie métropolitaine et d'outre-mer. Les châteaux presents dans cette liste sont 493, sur un total de 935.
Elle comprend les châteaux au sens large du terme, c'est-à-dire :
- les châteaux et châteaux forts (généralement bâtis en milieu rural, y compris chartreuses, gentilhommières, logis seigneuriaux, maisons fortes, manoirs).
- les palais (généralement bâtis en milieu urbain)
- les donjons
- les domaines viticoles, présentant un édifice répondant à la définition de château

quel que soit leur état de conservation (ruines, bâtiments d'origine ou restaurés) et leur statut (musée, propriété privée, ouvert ou non à la visite).
Elle exclut :
- les citadelles
- les domaines viticoles qui n'ont de château que le nom, en l'absence d'édifice répondant à la définition de château.

À la vue du nombre d'homonymies de noms de châteaux, quelquefois même à l'intérieur d'une province, préciser la commune et si possible l'époque, s'il est classé, s'il est ouvert au public avec éventuellement des anecdotes se rapportant au château lorsqu'il n'a pas encore d'article.
| Symbole          | Signification       |
| ---------------- | ------------------- |
| Ruine ou disparu | Ruine               |
| Château fort     | Château fort        |
| Renaissance      | Château Renaissance |
| Palais           | Palais              |
| Domaine viticole | Domaine viticole    |

## Abruzzes

### Province de L'Aquila
- Le Château normand à Anversa degli Abruzzi
- Le Château Orsini-Colonna à Avezzano
- Le Château Piccolomini à Balsorano
- Le Château de Barisciano à Barisciano
- Le Château de Bominaco à Caporciano.
- Le Château de Rocca Calascio, à Calascio
- Le Château Piccolomini à Capestrano
- Le Château de Carsoli, à Carsoli
- Le Château Piccolomini à Celano
- Le Château de Fossa à Fossa
- Le Château de Gagliano Aterno à Gagliano Aterno
- Le Fort espagnol à L'Aquila
- Le Château Orsini à Massa d'Albe
- Le Palais Santucci à Navelli
- Le Château d'Ocre à Ocre
- Le Château d'Oricola à Oricola
- Le Château Piccolomini à Ortucchio
- Le Château de Ortona dei Marsi à Ortona dei Marsi
- Le Château de Pereto à Pereto
- Le Château Cantelmo-Caldora à Pacentro
- Le Château Cantelmo à Pettorano sul Gizio
- La Tour Piccolomini à Pescina
- Le Château Camponeschi à Prata d'Ansidonia
- Le Château De Sanctis à Roccacasale
- Le Château de San Pio delle Camere à San Pio delle Camere
- Le Château de Sant'Eusanio Forconese à Sant'Eusanio Forconese.
- La Rocca Orsini à Scurcola Marsicana.
- La Rocca de Villalago à Villalago.

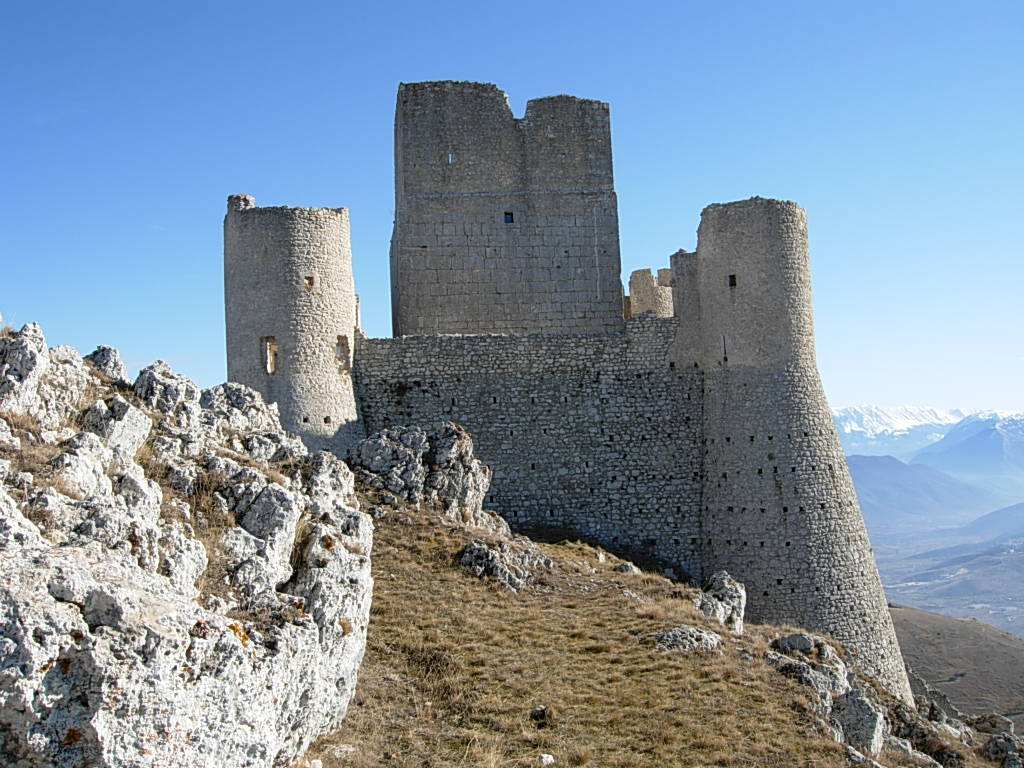
Château de Rocca Calascio
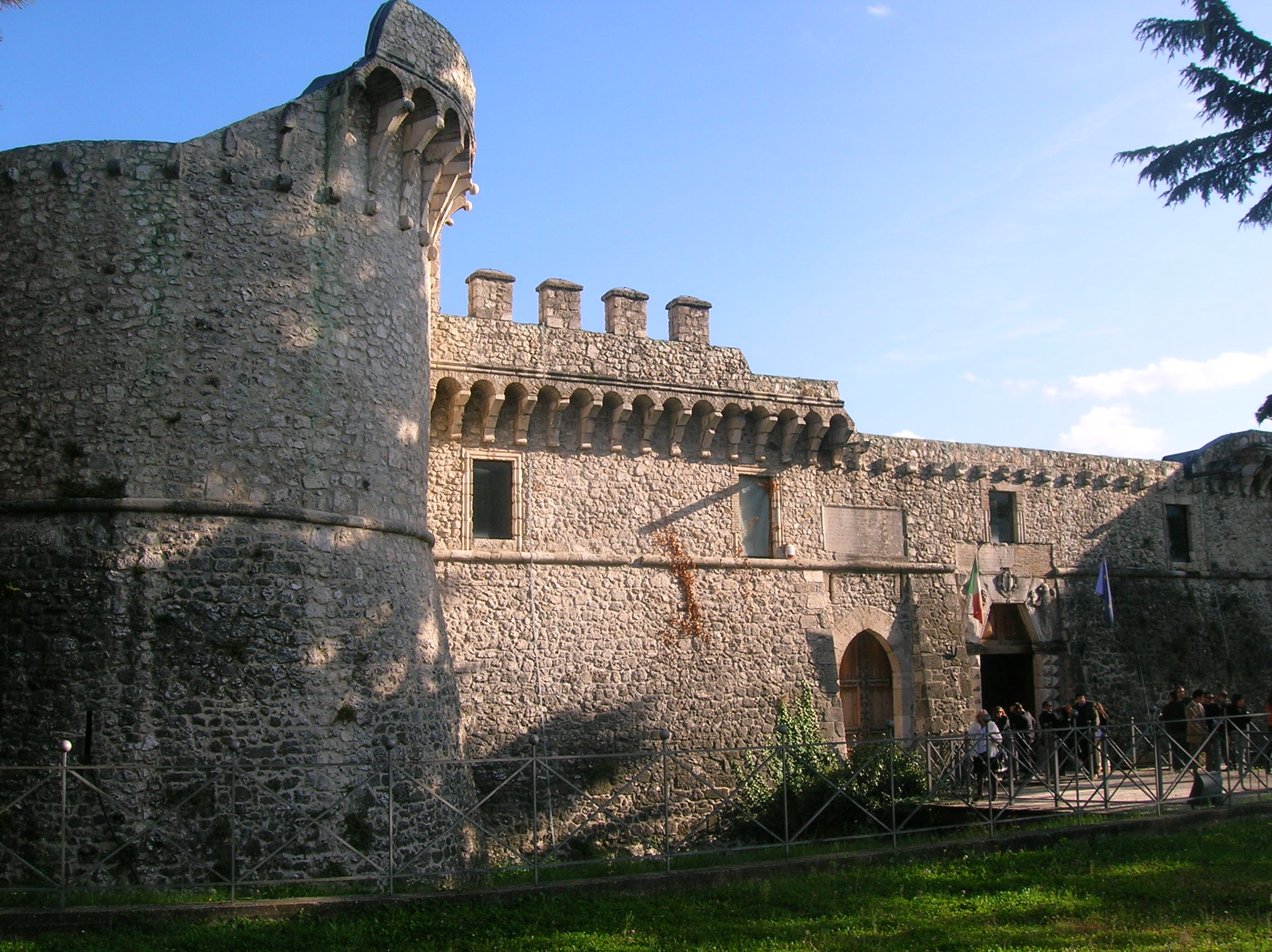
Château Orsini-Colonna
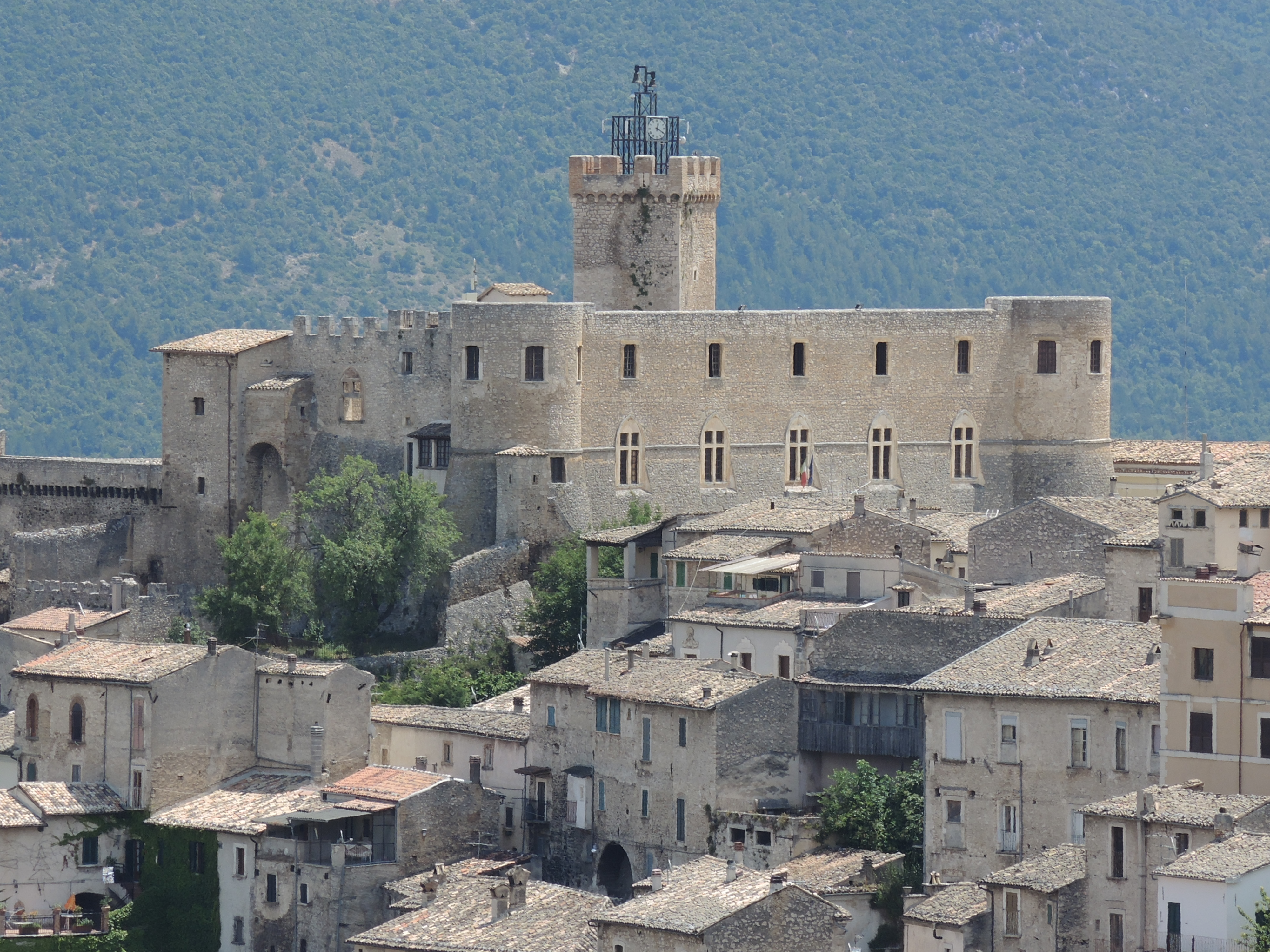
Château Piccolomini

### Province de Chieti
- Le Palais du baron à Archi
- Le Château ducal à Carpineto Sinello
- Le Château ducal à Casoli
- Le Castelfraiano à Castiglione Messer Marino
- Le Château Caldora à Civitaluparella
- Le Château Baglioni à Civitella Messer Raimondo
- Le Château ducal à Crecchio
- Le Château de Gamberale à Gamberale
- Le Château Franceschelli à Montazzoli
- Le Château de Monteodorisio à Monteodorisio
- Le Château aragonais à Ortona
- Le Château marchesale à Palmoli
- Le Château de Roccascalegna à Roccascalegna
- Le Château Caldoresco à Vasto

### Province de Pescara
- Le Château des Médicis à Bussi sul Tirino
- Le Château ducal Cantelmo à Popoli
- Le Château de Salle à Salle
- Le Château Menardo à Serramonacesca
- Le Château Caracciolo à Tocco da Casauria
- Le Château Gizzi à Torre de' Passeri

### Province de Teramo
- Le Fort de Civitella del Tronto à Civitella del Tronto
- Le Château Manfrino à Valle Castellana

## Basilicate

### Province de Matera
- Château de Bernalda (it) à Bernalda.
- Château Tramontano à Matera.
- Château di Malconsiglio (it), à Miglionico.
- Château de San Basilio (it) à Pisticci.
- Château de Valsinni (it), à Valsinni.

### Province de Potenza
- Château aragonais (it) à Venosa.
- Château de Castrocucco (it) à Maratea.
- Château de Lagopesole (it) à Avigliano.
- Château de Melfi, à Melfi.
- Château de Muro Lucano (it) à Muro Lucano.
- Château d'Oppido (it) à Oppido Lucano.

## Calabre

### Province de Catanzaro
- Château de Squillace à Squillace.

### Province de Cosenza
- Château d'Acri (it) à Acri.
- Château d'Aiello Calabro (it) à Aiello Calabro.
- Château d'Amantea (it) à Amantea.
- Château d'Amendolara (it) à Amendolara.
- Château de Belmonte Calabro (it) à Belmonte Calabro.
- Château de Corigliano Calabro (it) à Corigliano Calabro.
- Château suève (it) à Rocca Imperiale
- Castrum Petrae Roseti à Roseto Capo Spulico
- Château della Valle (it) à Fiumefreddo Bruzio
- Château normand-suève à Cosenza.

### Province de Crotone
- Château de Charles Quint à Crotone.
- Château de Caccuri à Caccuri.

### Province de Reggio de Calabre
- Château Ruffo di Amendolea à Condofuri.
- Château Aragonais, à Reggio de Calabre
- Château de Condojanni à Sant'Ilario dello Ionio
- Château de Monasterace à Monasterace
- Château de Stilo à Stilo.
- Château Ruffo de Scilla à Scilla.
- Château de Sant'Aniceto, à Motta San Giovanni
- Château San Fili (it) à Stignano.
- Château de Roccella Ionica

### Province de Vibo Valentia
- Château Ruffo de Nicotera à Nicotera.

## Campanie

### Province d'Avellino
- Château ducal de Bisaccia à Bisaccia.

### Province de Bénévent
- Rocca dei Rettori à Bénévent.
- Château de Ceppaloni à Ceppaloni.
- Château de Cusano Mutri (it) à Cusano Mutri.
- Château de Montesarchio à Montesarchio.
- Château de Faicchio à Faicchio.
- Château de San Salvatore Telesino à San Salvatore Telesino.

### Province de Caserte
- Château de Castel Volturno (it) à Castel Volturno
- Château de Gioia Sannitica (it) à Gioia Sannitica
- Château Loriano (it) à Marcianise.
- Château de Matinale (it) à San Felice a Cancello

### Province de Naples
À Naples :
- Château Neuf
- Château de l'Ovo
- Château Sant'Elmo
- Château Capuano
- Château Aselmeyer
- Château du Carmine
- Château de Nisida
- Fort de Vigliena (it)
- Villa Ebe
- Villa Volpicelli

- Château aragonais, à Ischia
- Château de Caivano (it) à Caivano
- Château aragonais à Bacoli.
- Château de Gragnano (it) à Gragnano
- Château de Lettere (it) à Lettere.
- Château Giusso (it) à Vico Equense
- Château Mediceo (it) à Ottaviano.
- Château Medioevale (it) à Castellammare di Stabia

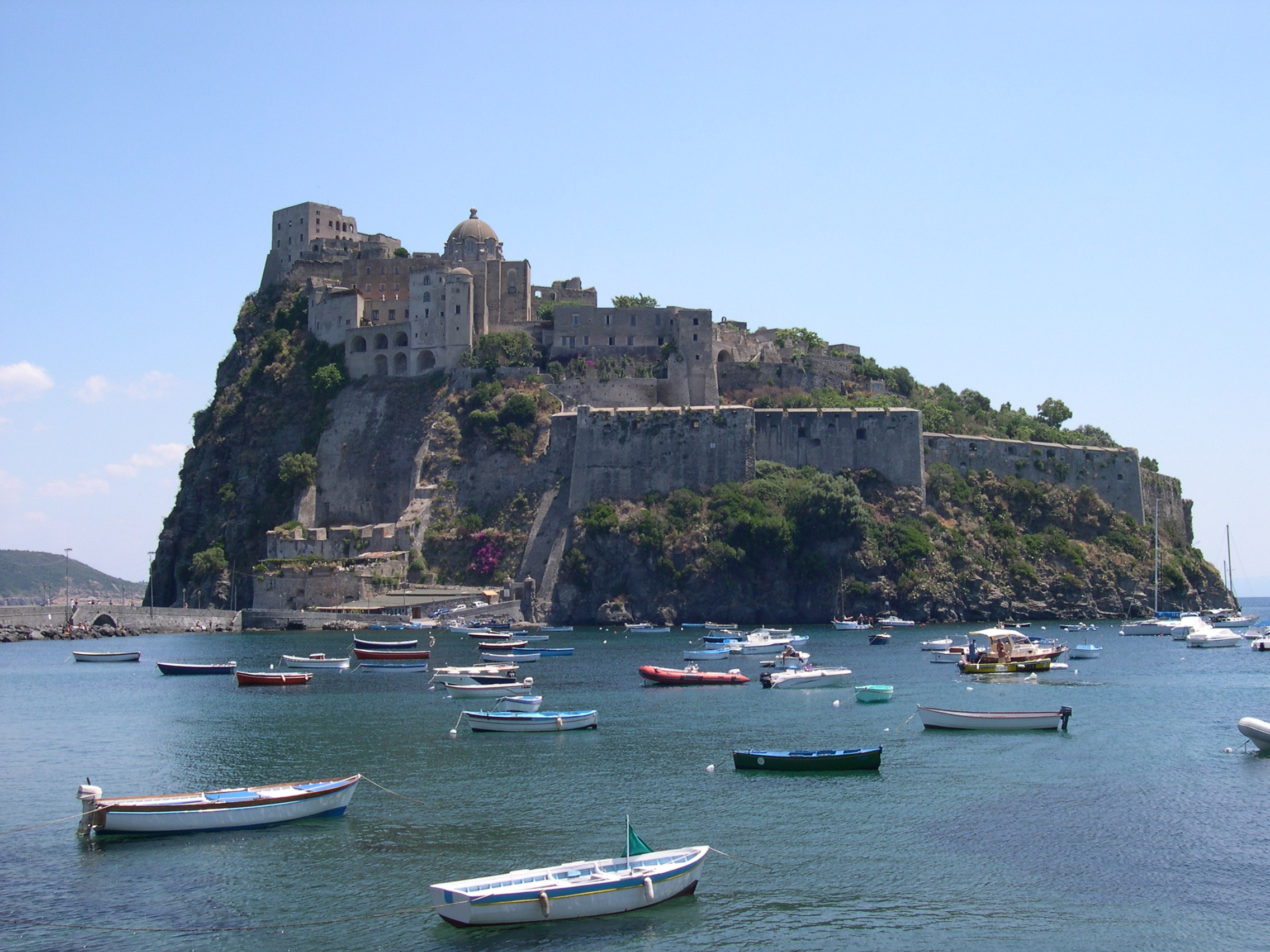
Le château d'Ischia
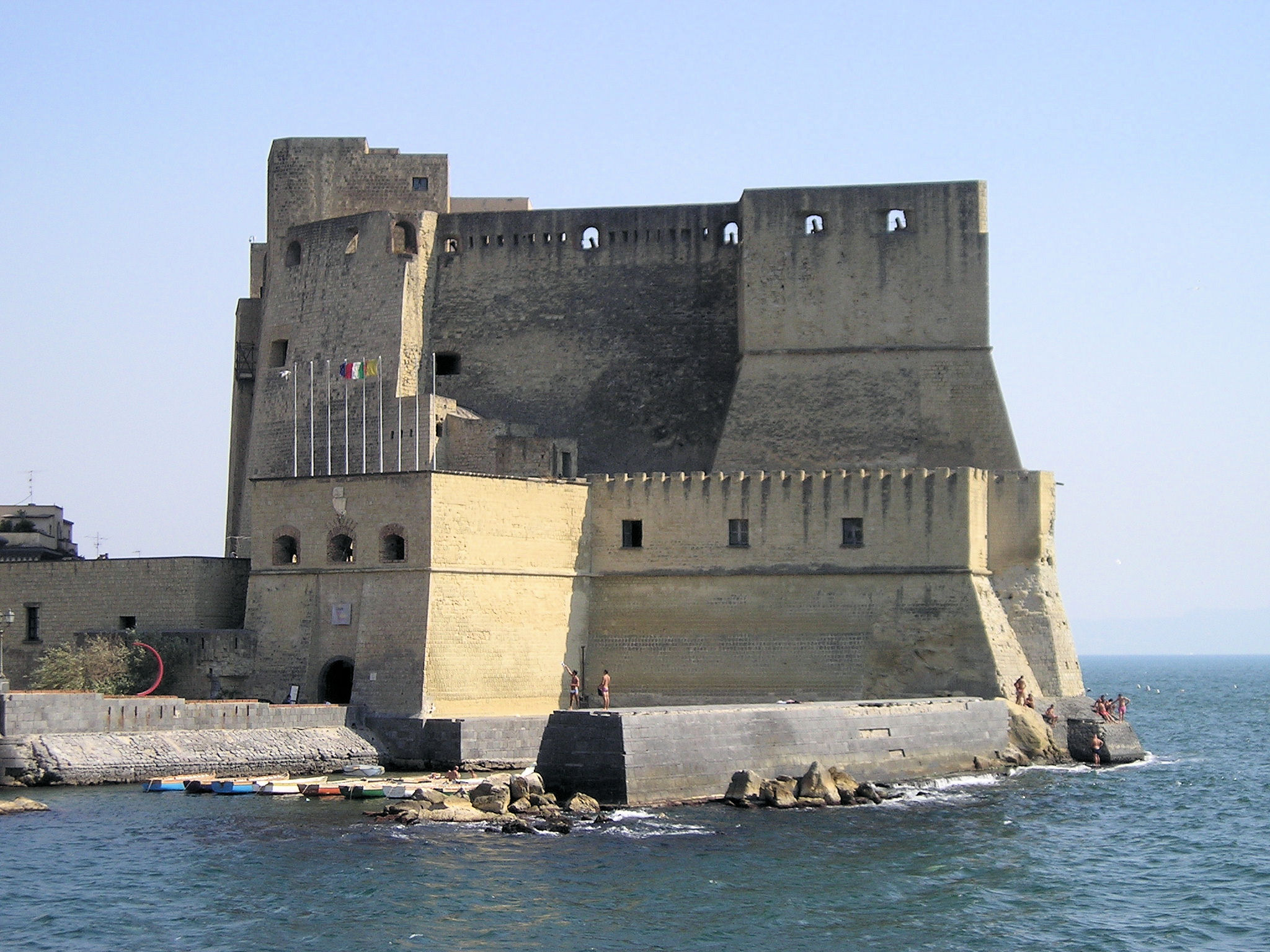
Château de l'Ovo
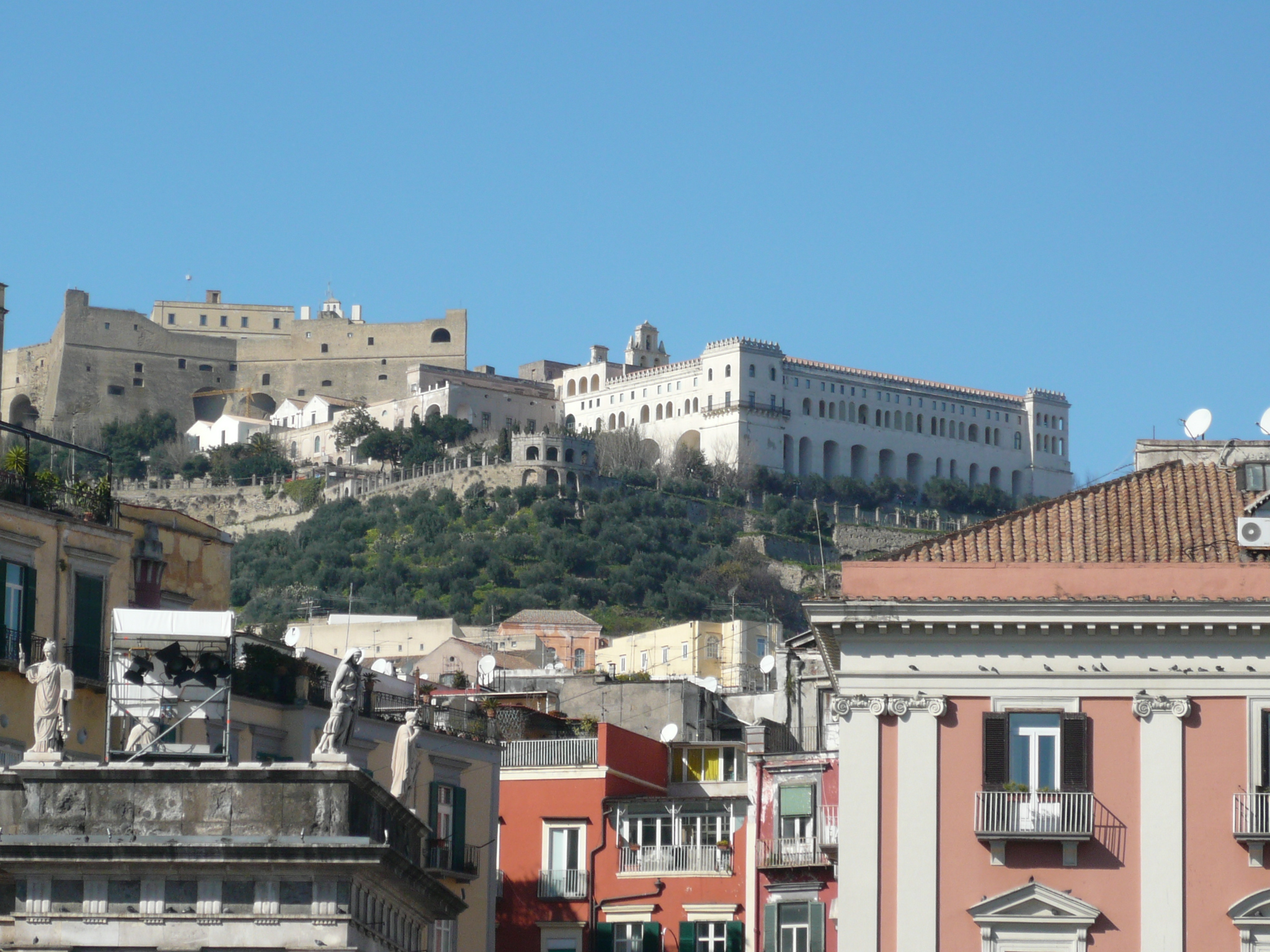
Château Sant'Elmo

### Province de Salerne
- Château d'Alegisio (it) à Campagna
- Château Gerione (it) à Campagna
- Palais Guerritore Broya (it) à Nocera Inferiore
- Château du Parc à Nocera Inferiore
- Caserma "Bruno Tofano" (it) à Nocera Inferiore
- Château d'Arechi à Salerne
- La Bastiglia à Salerne
- Fort La Carnale à Salerne
- Château de Montevetrano à Salerne
- Château de Terracena (it) à Salerne
- Tour Angellara à Salerne
- Château de Novi Velia (it) à Novi Velia
- Cortinpiano (it) à Pagani
- Château de Palomonte (it) à Palomonte

## Émilie-Romagne

### Province de Bologne
- Château des Manzoli (it) à Minerbio
- Rocca des Bentivoglio (it) à Valsamoggia.
- Rocca Isolani (it) à Minerbio
- Rocca Sforzesca di Imola (it) à Imola.
- Rocchetta Mattei (it) à Grizzana Morandi.

### Province de Ferrare
- Château d'Este, à Ferrare
- Château de Mesola (it) à Mesola
- Château Lambertini (it) à Poggio Renatico

### Province de Forlì-Césène
- Château de Giaggiolo (it) à Civitella di Romagna.
- Rocca delle Caminate (it) à Meldola.
- Rocca di Meldola (it) à Meldola.
- Rocca di Dovadola (it) à Dovadola
- Rocca di Forlimpopoli (it) à Forlimpopoli
- Rocca di Montepoggiolo (it) à Castrocaro Terme e Terra del Sole
- Rocca Malatestiana à Cesena.

### Province de Modène
- Château de Montecuccolo à Pavullo nel Frignano
- Château Malvasia (it)
- Château de Formigine (it) à Formigine.
- Château de Sestola (it) à Sestola.
- Rocca di Vignola (it) à Vignola.

### Province de Parme
- Château de Bardi (it) à Bardi
- Château de Compiano (it), à Compiano
- Palais ducal, à Colorno
- Palais du Jardin, à Parme.
- Palais de la Pilotta, à Parme
- Château de Felino (it), à Felino
- Château de Montechiarugolo, à Montechiarugolo
- Rocca dei Rossi (it), à Roccabianca
- Château des Rossi, à San Secondo Parmense,
- Rocca Sanvitale de Sala Baganza, à Sala Baganza
- Rocca Sanvitale de Fontanellato, à Fontanellato
- Rocca di Soragna (en), à Soragna
- Château de Torrechiara, à Torrechiara
- Château d'Antesica (it) à Langhirano
- Château de Bargone (it) à Salsomaggiore Terme
- Château de Beduzzo (it) à Corniglio
- Château de Belforte (it) à Borgo Val di Taro
- Château de Bosco di Corniglio (it) à Corniglio
- Château de Carona (it) à Fornovo di Taro
- Château de Castelcorniglio (it) à Solignano
- Château de Castelguelfo (it) à Fontevivo
- Château de Contignaco (it) à Salsomaggiore Terme
- Château de Castrignano (it) à Langhirano
- Château de Corniana (it) à Terenzo
- Château de Costamezzana (it) à Noceto
- Château de Gallinella (it) à Salsomaggiore Terme

### Province de Plaisance
- Château d'Agazzano (it) à Agazzano
- Château de la Boffalora (it) à Agazzano
- Château de Borgonovo Val Tidone (it) à Borgonovo Val Tidone
- Château de Calendasco (it) à Calendasco
- Castelbosco (it) à Gragnano Trebbiense
- Château de Castelnovo (it) à Borgonovo Val Tidone
- Château du Dego (it) à Bobbio
- Château de Grazzano Visconti (it) à Vigolzone
- Château de Gropparello (it) à Gropparello
- Château de Lisignano (it) à Agazzano
- Château Malaspina-Dal Verme (it) à Bobbio
- Château de Montecanino (it) à Piozzano
- Château à Rivergaro
- Château de Montechino (it) à Gropparello
- Château de Monteventano (it) à Piozzano
- Château de Monticello (it) à Gazzola
- Château de Paderna (it) à Pontenure
- Château de San Pietro in Cerro (it) à San Pietro in Cerro
- Château de Rezzanello (it) à Gazzola
- château de Riva (it) à Ponte dell'Olio
- Château de Rivalta (it) à Gazzola
- Rocca d'Olgisio (it) à Pianello Val Tidone
- Rocca Viscontea (it) à Castell'Arquato
- Château de Sarmato (it) à Sarmato
- Château de Statto (it) à Travo
- Torre Rizzi (it) à Piozzano
- Château de Vigoleno (it) à Vernasca
- Château de Zena (it) à Carpaneto Piacentino

### Province de Ravenne
- Rocca Brancaleone (it) à Ravenne.
- Rocca di Bagnara (it) à Bagnara di Romagna.

### Province de Reggio d'Émilie
- Château de Canossa, à Canossa
- Château de Carpineti (it), à Carpineti
- Château d'Albinea (it) à Albinea.
- Château de Bianello à Quattro Castella
- Château de Dinazzano (it) à Casalgrande.
- Château de Montecchio Emilia (it) à Montecchio Emilia.
- Château de Salvaterra (it) à Casalgrande.
- Rocca dei Boiardo (it) à Scandiano.

### Province de Rimini
- Castel Sismondo à Rimini
- Château Due Torri (it)
- Palais Marcosanti (it) à Poggio Berni.
- Forteresse de San Leo à San Leo.

## Frioul-Vénétie Julienne

### Province de Gorizia
- Château Gorizia (it) à Gorizia.
- Château de Rubbia (it) à Savogna d'Isonzo.
- Rocca di Monfalcone (it) à Monfalcone.

### Province de Pordenone
- Château de Caneva (it) à Caneva.
- Château de Maniago (it) à Maniago.
- Château de Pinzano (it) à Pinzano al Tagliamento.
- Château de Torrate (it) à Chions.

### Province de Trieste
- Château de Duino à Duino-Aurisina.
- Château de Moccò (it) à San Dorligo della Valle
- Château de Moncolano (it) à Trieste
- Château San Giusto à Trieste
- Château de Miramare à Trieste

### Province d'Udine
- Château d'Udine à Udine
- Château d'Albana
- Château Canussio à Cividale del Friuli
- Château Frangipane de Tarcento
- Château de Gemona
- Château de Venzone
- Château de Cergneu
- Château Villalta à Fagagna
- Château Brazzacco à Moruzzo
- Château de Colleredo di Monte Albano
- Château Susans à Majano
- Château Partistagno à Attimis
- Château de Casacco
- Château Strassoldo di Sopra à Strassoldo
- Château Strassoldo à Cervignano del Friuli
- Château Zegliaco à Treppo Grande
- Château Arcano à Rive d'Arcano
- Château Savorgnan à Artegna
- Château de Buttrio
- Château Fontanabona à Pagnacco
- Château Valentinis à Tricesimo
- Château Flagogna à Forgaria del Friuli
- Château Prampero à Magnano in Riviera

## Latium

### Province de Frosinone
- Château Cantelmo à Alvito
- Château Boncompagni-Viscogliosi (it) à Isola del Liri
- Château d'Isoletta (it) à Arce.
- Château Longhi (it) à Fumone.
- Château de Monte San Giovanni Campano (it) à Monte San Giovanni Campano.
- Roccaguglielma à Esperia.
- Tour de Campolato (it) à Arce.

### Province de Latina
- Château Caetani, à Sermoneta
- Château de Fondi (it) à Fondi
- Château de Gaeta (it) à Gaeta

### Province de Rome
- Rocca Pia à Tivoli
- Château de Palo (it) à Ladispoli.
- Château de Torre In Pietra (it) à Fiumicino.
- Château ducal Orsini (it) à Fiano Romano.
- Château Orsini (it) à Nerola.
- Château Orsini-Cesi-Borghese (it) à San Polo dei Cavalieri.
- Château Orsini-Odescalchi (it) à Bracciano.
- Château Savelli Torlonia (it) à Palombara Sabina.
- Château des Orsini (it) à Morlupo.
- Château Savello (it) à Albano Laziale.
- Château Vieux (it) à Colleferro.

Rome
- Château Saint-Ange, à Rome
- Château d'Isola Farnese.
- Château de Lunghezza (it).
- Château de la Magliana.
- Château de Porcareccia (it).
- Château de Torrenova (it).

### Province de Viterbe
- Château dell'Abbadia (it) à Canino
- Château de Latera (it) à Latera.
- Chateau Orsini (it) à Soriano nel Cimino.

## Ligurie

### Province de Gênes

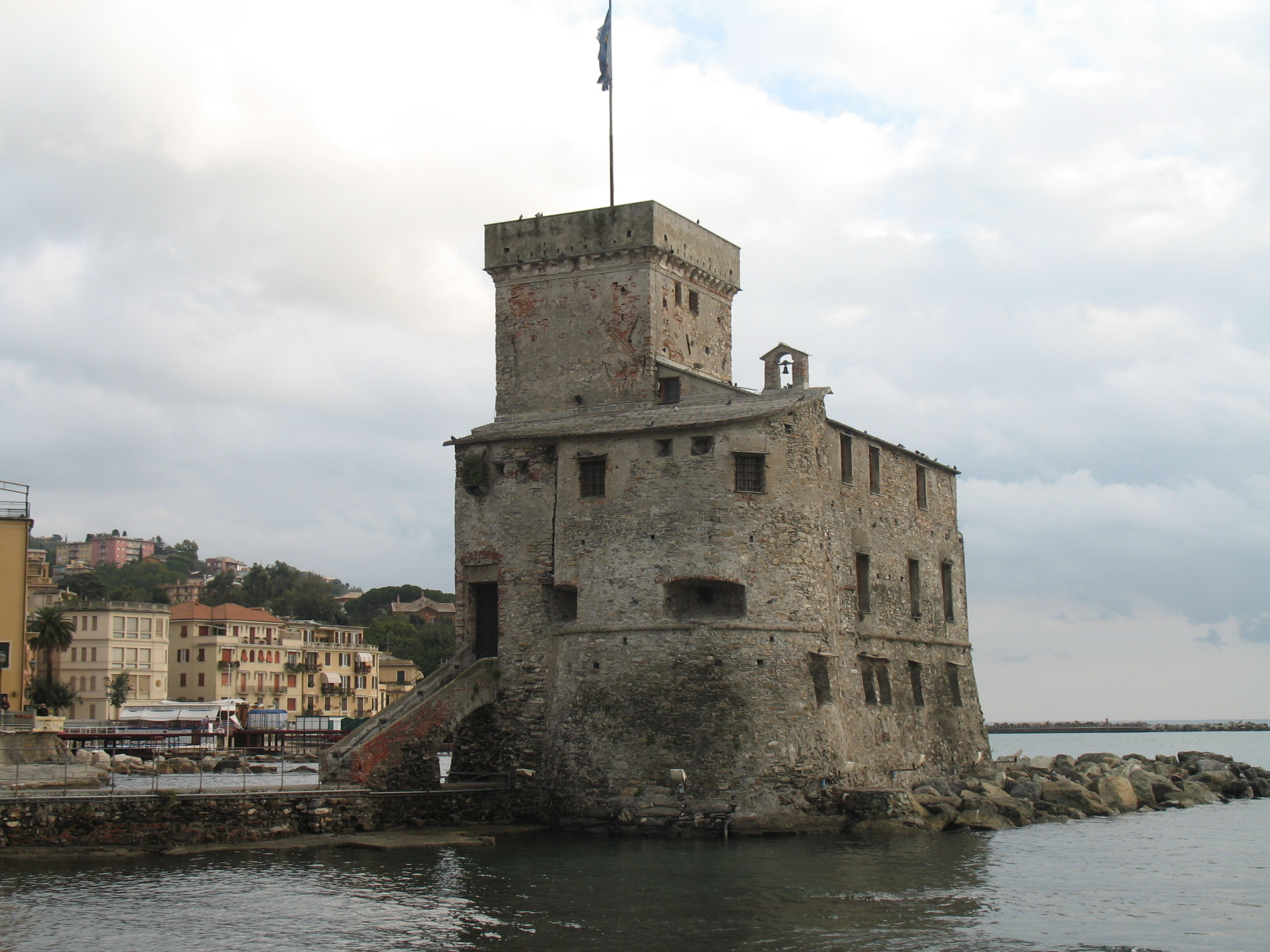
Château de Rapallo

- Château de Busalla (it) à Busalla.
- Château de la Dragonara (it) à Camogli
- Château Spinola (it), à Campo Ligure
- Château de Chiavari (it), à Chiavari
- Château Albertis (en) à Gênes
- Château Mackenzie à Gênes
- Château Raggio (it) à Gênes
- Château d'Isola del Cantone (it) à Isola del Cantone.
- Château Spinola-Mignacco (it) à Isola del Cantone.
- Château de Montoggio, à Montoggio.
- Château Brown (en), à Portofino
- Château de Rapallo, à Rapallo
- Château de Borgo Fornari (it) à Ronco Scrivia.
- Château de Ronco Scrivia (it) à Ronco Scrivia
- Château de Santa Margherita Ligure (it), à Santa Margherita Ligure
- Château de Santo Stefano d'Aveto (it), à Santo Stefano d'Aveto
- Château de Savignone (it), à Savignone
- Château de la Pietra (it), à Vobbia

### Province d'Imperia
- Château de Dolceacqua, à Dolceacqua
- Château de la Lucertola à Apricale
- Castel d'Appio (it) à Ventimille.

### Province de La Spezia
- Forteresse de Sarzanello (it), à Sarzana

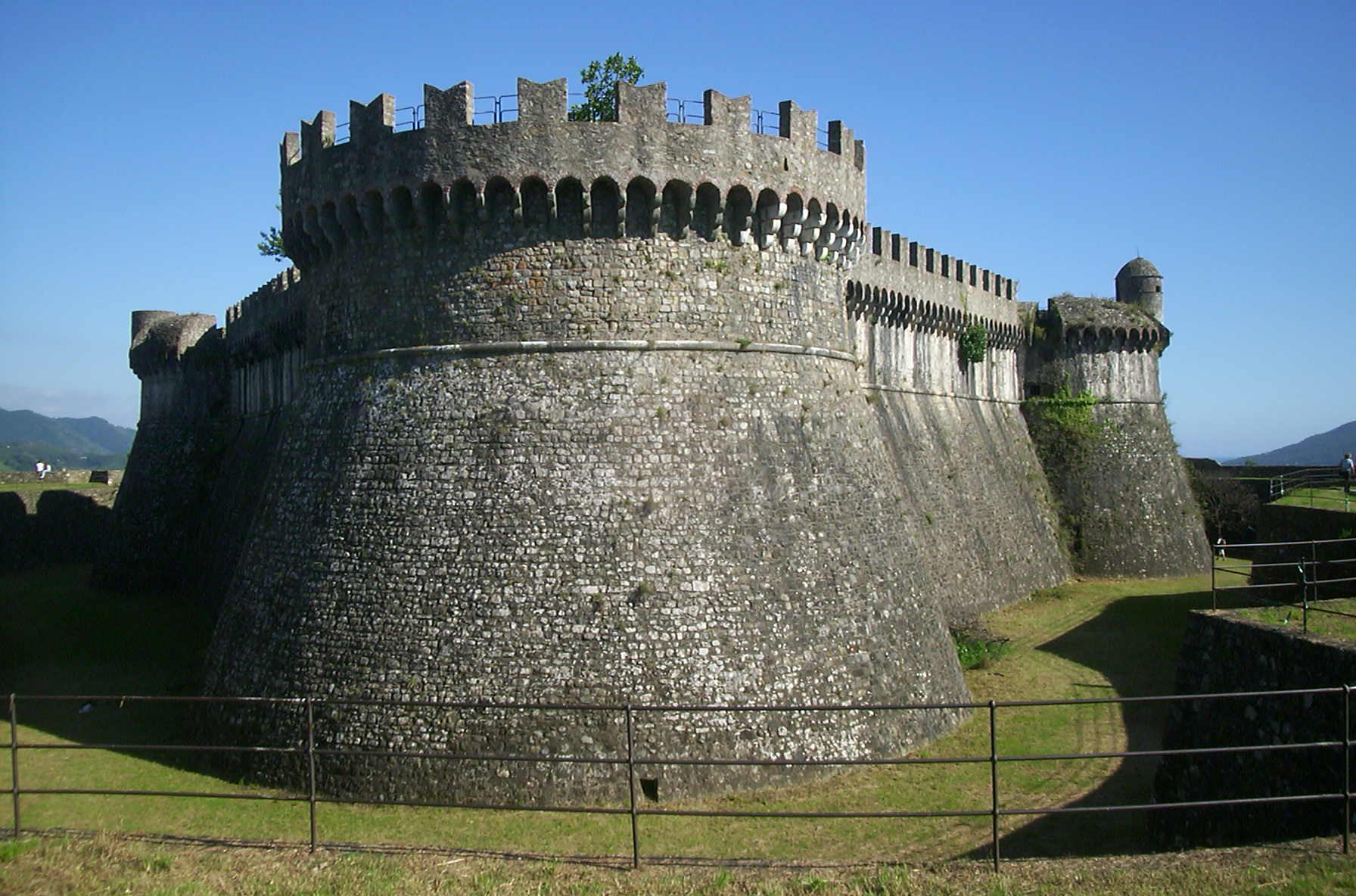
Forteresse de Sarzanello

- Château Saint Georges, à La Spezia
- Château de Lerici (it) à Lerici.
- Château de Porto Venere (it) à Porto Venere.
- Château de Monte Tanano (it) à Varese Ligure

### Province de Savone
- Château de Rocca Barbena, à Castelvecchio di Rocca Barbena
- Château San Giovanni à Finale Ligure
- Château Gavone à Finale Ligure
- Château d'Albisola Superiore (it) à Albisola Superiore.
- Château d'Andora (it) à Andora.
- Château de Monte Ursino (it) à Noli.
- Castel Delfino (it) à Pontinvrea.
- Castello di Stella (it) à Stella.

## Lombardie

### Province de Bergame
- Château de Costa di Mezzate, à Costa di Mezzate
- Château di Malpaga, à Cavernago

### Province de Brescia
- Château de Brescia, à Brescia
- Château de Breno, à Breno
- Château de Carzago, à Carzago
- Château de Carpenedolo, à Carpenedolo
- Château de Cigole, à Cigole
- Château de Cimbergo, à Cimbergo
- Château de Desenzano, à Desenzano
- Château de Drugolo, à Drugolo
- Château de Gorzone, à Gorzone
- Château Oldofredi, à Iseo
- Château de Lonato, à Lonato
- Château de Lozio, à Lozio
- Château Avogadro, à Meano
- Château de Monticelli d'Oglio, à Monticelli d'Oglio
- Château Bonoris, à Montichiari
- Château de Montecchio, à Montecchio
- Château de Mù, à Mù
- Château de Padenghe sul Garda, à Padenghe sul Garda
- Château de Padernello, à Padernello
- Château de Polpenazze del Garda, à Polpenazze del Garda
- Château de Pontevico, à Pontevico
- Château de Pozzolengo, à Pozzolengo
- Château de Puegnago del Garda, à Puegnago del Garda
- Château Scaliger de Sirmione, à Sirmione
- Château de Soiano del Lago, à Soiano del Lago
- Château Merlino, à Verolanuova

### Province de Côme
- Château Baradello, à Côme
- Château de la tour ronde, Côme

### Province de Lecco

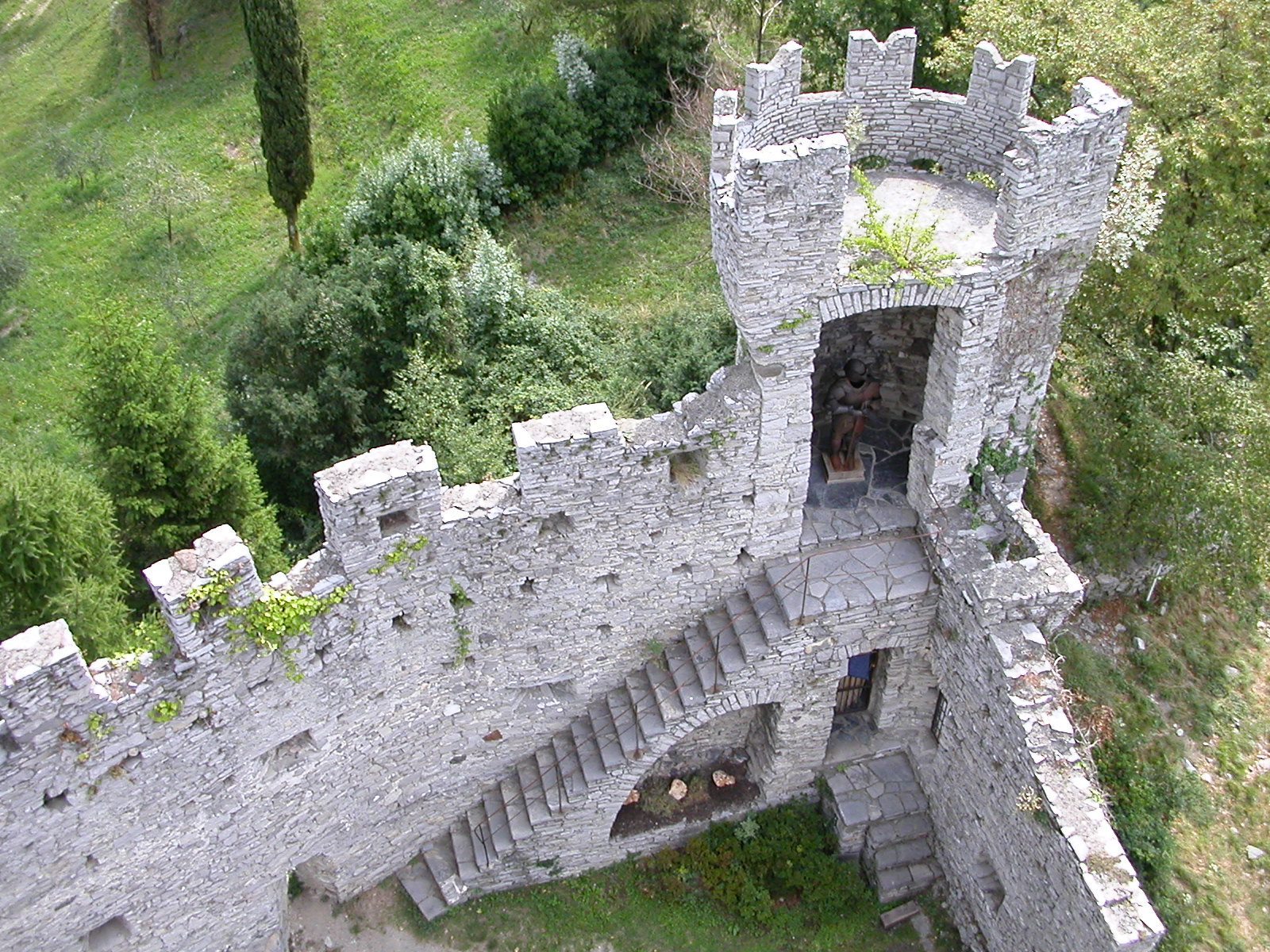
Château de Vezio

- Château de Vezio, à Varenna

### Province de Milan
- Château de Legnano, à Legnano
- Château Sforzesco, à Milan
- Château de Trezzo, à Trezzo sull'Adda

## Marches

### Province d'Ancône
La Rocca Roveresca de Senigallia.

### Province d'Ascoli Piceno
- Château de Luco, à Acquasanta Terme
- Forteresse Pia, à Ascoli Piceno
- Fort Malatesta, à Ascoli Piceno

### Province de Macerata
- Rocca del Borgia à Camerino

### Province de Pesaro et Urbino
- Le Torrione de la forteresse de Cagli (1481)
- La Rocca ubaldinesca de Sassocorvaro (1476-1478)
- La Rocca roveresca de Mondavio (1488)
- Fortilizio de Sant'Agata Feltria
- Forteresse de San Leo
- la Forteresse malatestiana de Monte Cerignone
- Rocca malatestiana de Fossombrone
- Rocca de Frontone
- Rocca de Mondolfo
- Rocca de Pergola

## Piémont

### Province de Coni
- Château de Pollenzo, à Bra
- Château royal de Racconigi, à Racconigi
- Fort de Vinadio, à Vinadio

### Province de Turin
- Château d'Albiano d'Ivrea, à Albiano d'Ivrea
- Château de Banchette, à Banchette
- Palais Carignan, à Turin
- Fort d'Exilles, à Exilles
- Château de Favria, à Favria
- Château d'Ivrée, à Ivrée
- Palais Madame, à Turin
- Château de Masino, à Caravino
- Château de Mazzè, à Mazzè
- Château de Mercenasco, à Mercenasco
- Château de Moncalieri, à Moncalieri
- Château de Montalto Dora, à Montalto Dora
- Château de Pavone Canavese, à Pavone Canavese
- Château de Rivoli, à Rivoli
- Château de Samone, à Samone
- Château de Strambino, à Strambino
- Château de Veillane, à Veillane
- Château de Villar Dora, à Villar Dora

## Pouilles

### Province de Bari
- Château normando-suève, à Bari
- Château de Conversano à Conversano.
- Château de Marchione (it) à Conversano.
- Château normando-suève à Gioia del Colle
- Château de Gravina à Gravina in Puglia
- Château de Monopoli à Monopoli
- Château de Santo Stefano à Monopoli
- Château normando-suève, à Sannicandro di Bari
- Château normand (it) à Terlizzi.

### Province de Barletta-Andria-Trani
- Château de Barletta à Barletta
- Château de Bisceglie à Bisceglie
- Castel del Monte à Andria
- château normand (it) à Spinazzola.
- Château de souabe à Trani.

### Province de Brindisi
- Château Alfonsino à Brindisi
- Château Suève à Brindisi.
- Château Dentice di Frasso à San Vito dei Normanni
- Château d'Oria à Oria.

### Province de Foggia
- Château de Lucera (it), à Lucera
- Château de Manfredonia, à Manfredonia
- Château de Monte Sant'Angelo à Monte Sant'Angelo.
- Château normand-aragonais à San Nicandro Garganico

### Province de Lecce
- Château d'Acaya à Vernole.
- Château de Borgagne à Melendugno.
- Château de Caprarica à Tricase.
- Château Spinola-Caracciolo à Andrano.
- Château de Castro à Castro.
- Château de Copertino à Copertino.
- Château de Gallipoli (it) à Gallipoli.
- Château de Lecce à Lecce.
- Palais baronial de Lizzanello à Lizzanello.
- Château de Melendugno à Melendugno.
- Château d'Otrante à Otrante.
- Château de Tutino à Tricase.

### Province de Tarente
- Château aragonais, à Tarente.
- Château épiscopal à Grottaglie.
- Château de Massafra à Massafra.

## Sicile

### Province de Catane
- Château d'Aci, à Aci Castello
- Château normand, à Paternò
- Château d'Ursino, à Catane

### Province d'Enna
- Château de Lombardie, à Enna

### Province de Messine
- Château de Sant'Alessio Siculo, à Sant'Alessio Siculo
- Fort des Centres, à Messine

### Province de Raguse
- Château de Donnafugata, à Raguse

### Province de Syracuse
- Château Eurialo, à Syracuse
- Château Maniace, à Syracuse

## Trentin-Haut-Adige

### Province autonome de Bolzano
- Château de Brunico, à Brunico

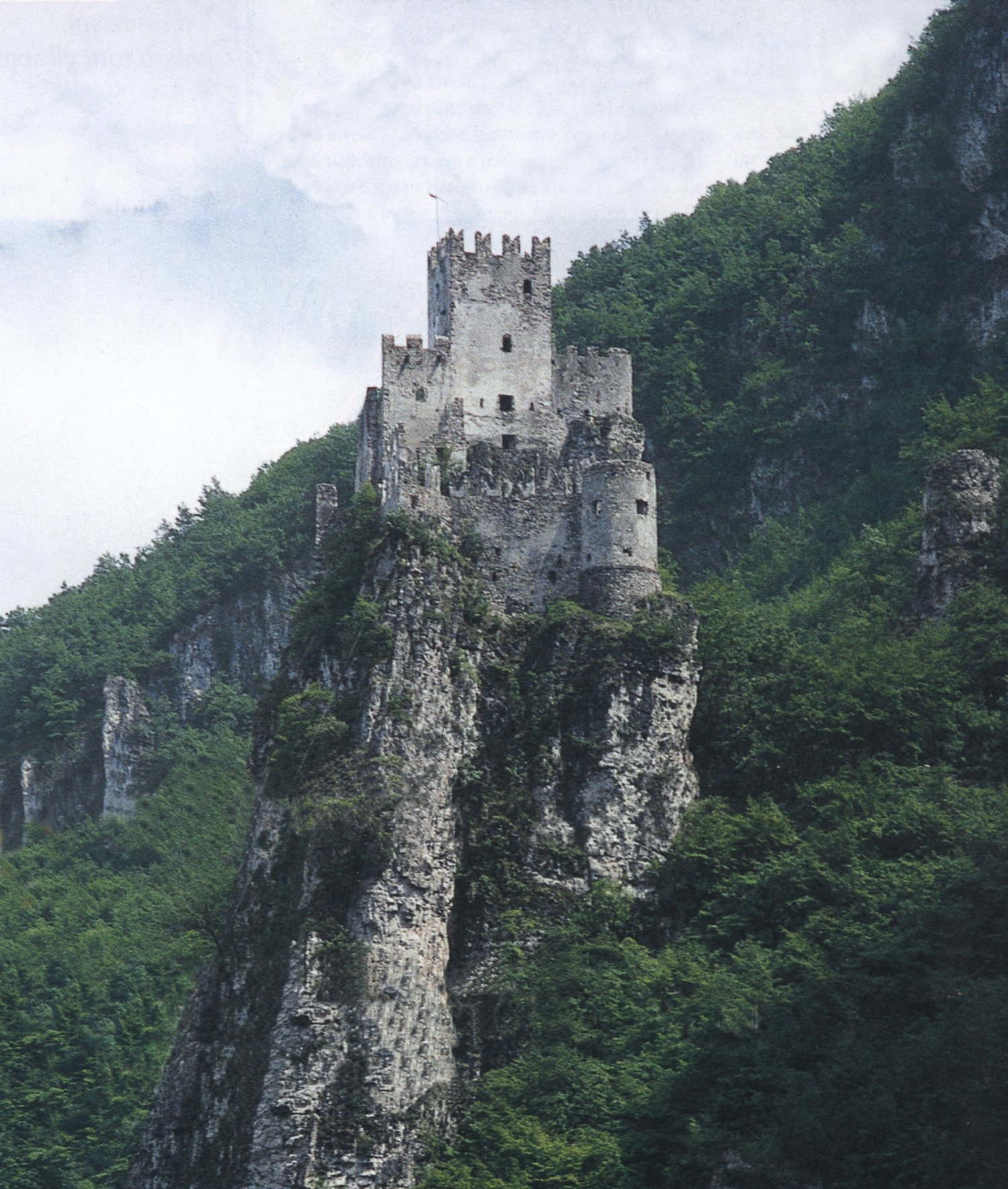
Château de Salorno

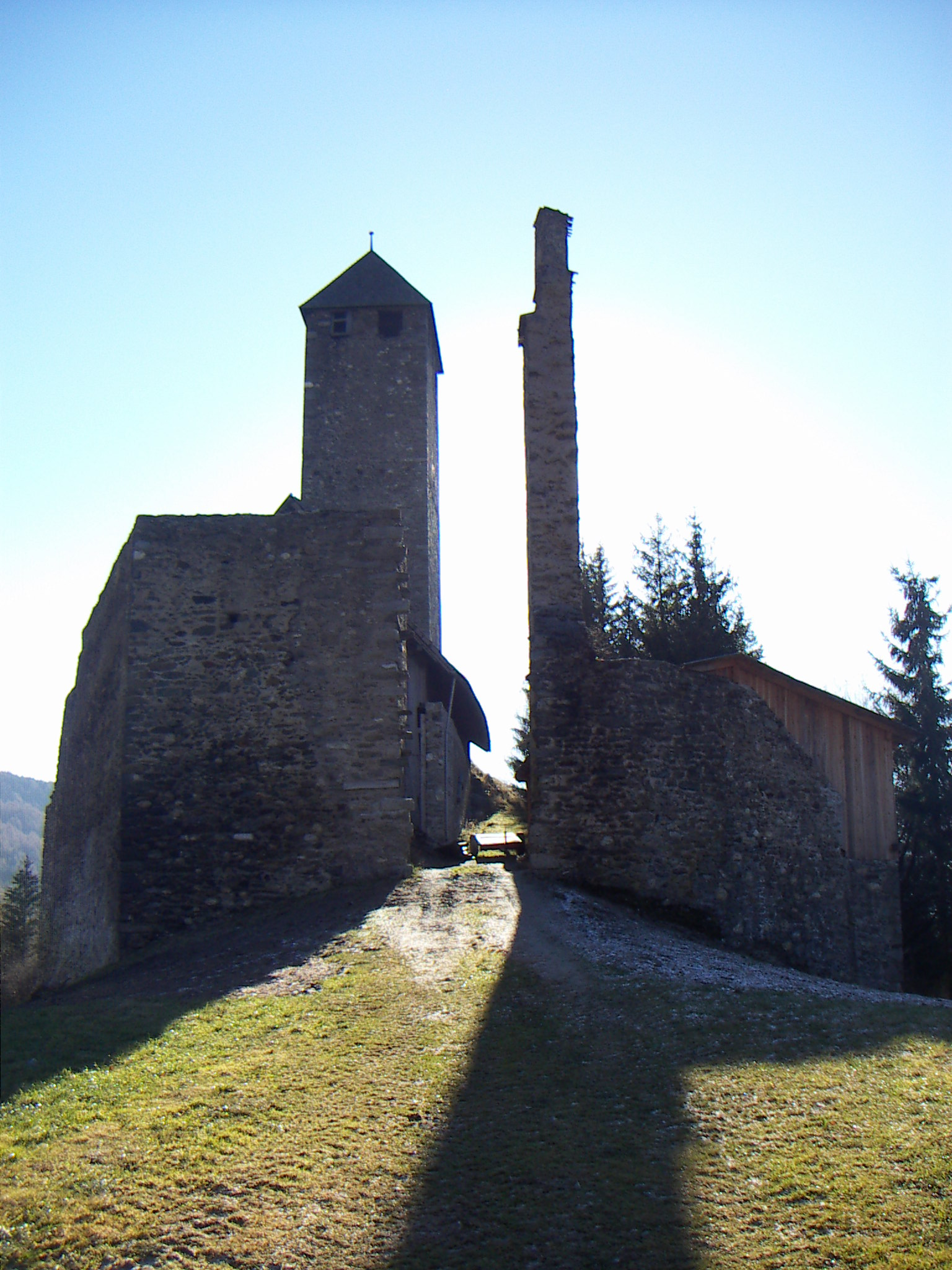
Château de la Strada

- Château de Castelbello, à Castelbello-Ciardes
- Château Coira, à Sluderno
- Château de Cornedo, à Cornedo all'Isarco
- Château Flavon, à Bolzano
- Château Forte, à Ponte Gardena
- Château de Gernstein, à Chiusa
- Château Mareccio, à Bolzano
- Château de Mongolfo, à Monguelfo-Tesido
- Château Pietra, à Campo di Trens
- Château de Presule, à Fiè allo Sciliar
- Château du Principe, à Malles Venosta
- Château Saint Antoine, à Bolzano
- Château de Salorno, à Salorno
- Château de Scena
- Château de la Strada, à Brennero
- Château Thurn, à Monguelfo-Tesido
- Château Tirolo, à Tirolo
- Château de Tures, à Campo Tures
- Château de Rodengo, à Rodengo

### Province autonome de Trente
- Château Beseno, à Besenello
- Château du Bon-Conseil, à Trente

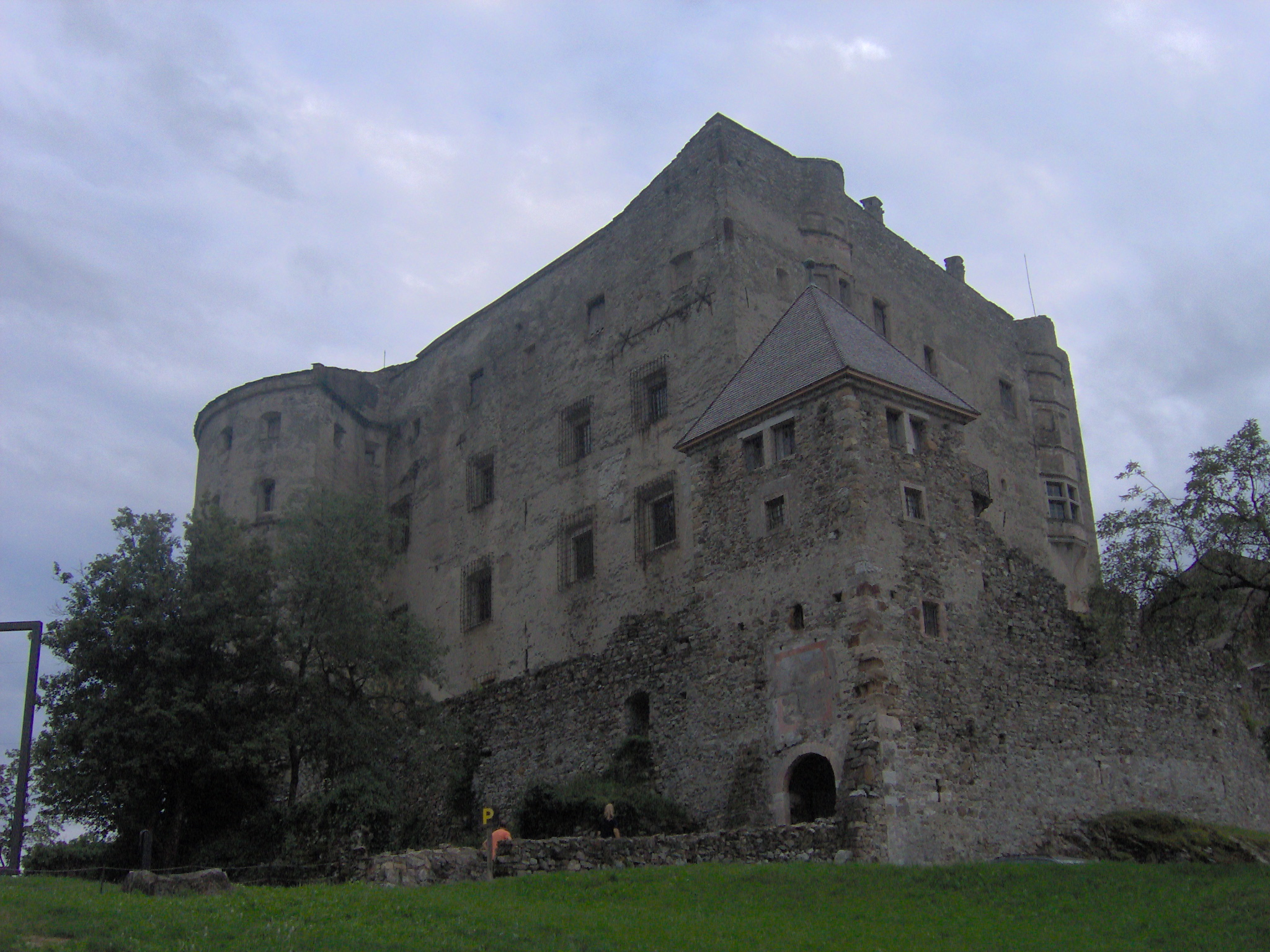
Château Pergine

- Château Pergine, à Pergine Valsugana
- Château de Telve, à Telve

## Toscane

### Province d'Arezzo
- Forteresse médicéenne de Arezzo
- Rocca di Pierle à Pierle une frazione de Cortone
- Forteresse médicéenne de Sansepolcro

### Province de Florence

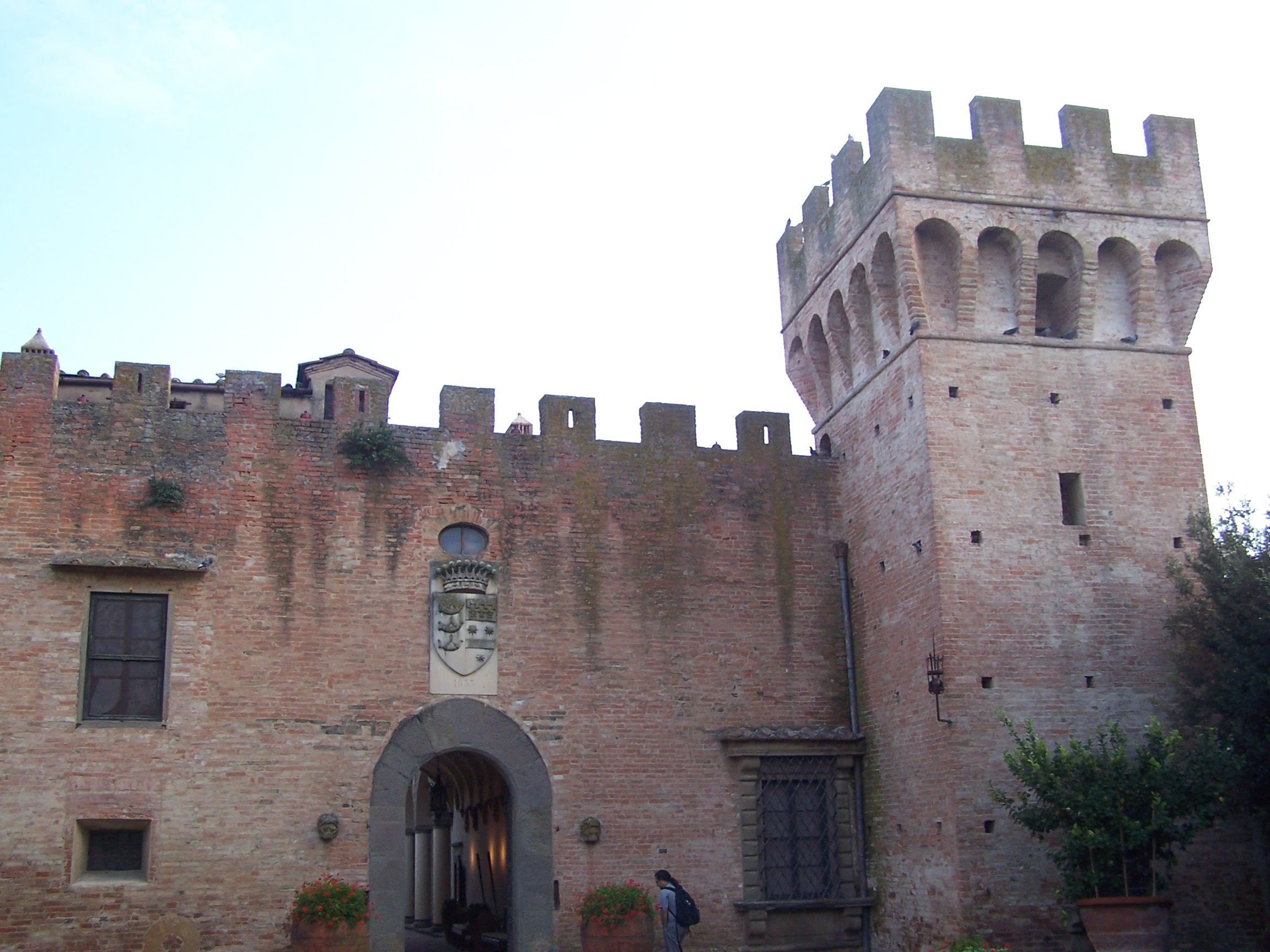
Château d'Oliveto

- Château de Castiglione, à Sesto Fiorentino
- Château de Mugnana, à Greve in Chianti
- Château d'Oliveto, à Castelfiorentino
- Château de Sammezzano, à Reggello
- Château de Sezzate, à Greve in Chianti
- Château de Uzzano, à Greve in Chianti
- Château de Verrazzano, à Greve in Chianti
- Château de Vicchiomaggio, à Greve in Chianti
- Château de Villanova, à Barberino di Mugello
- Château de Montegufoni, à Montespertoli

### Province de Grosseto

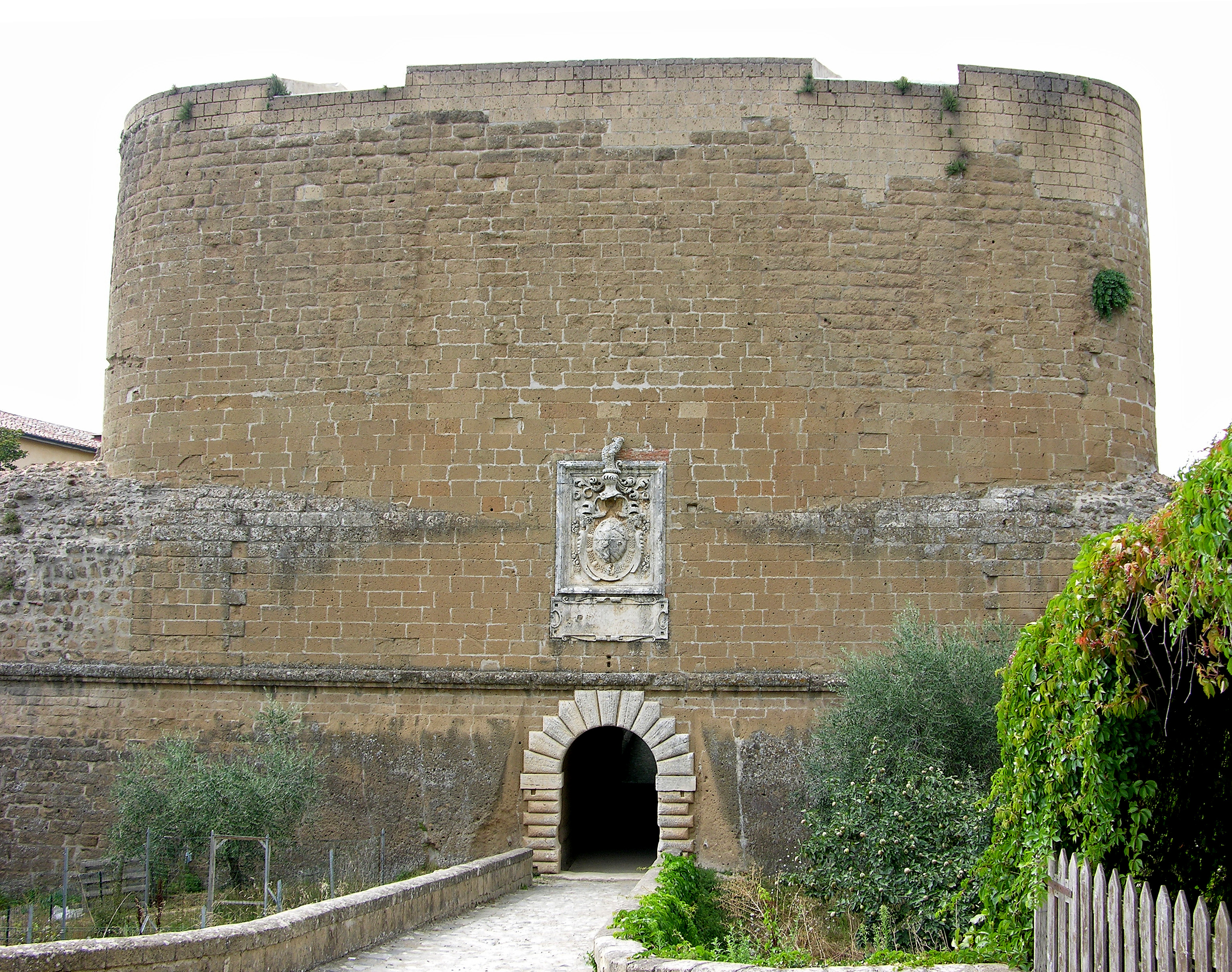
Forteresse Orsini

- Les forteresses aldobrandesques comme la forteresse d'Arcidosso, à Arcidosso
- Château de Castiglione della Pescaia, à Castiglione della Pescaia
- Château Ciacci, à Manciano
- Forteresse Orsini, à Sorano
- Château de Porrona, à Cinigiano
- Château du Potentino, à Seggiano
- Château de Triana, à Roccalbegna

### Province de Livourne
- Château de Bolgheri, à Castagneto Carducci
- Château Sonnino, à Livourne

### Province de Lucques
- Le palais Pfanner, à Lucques
- La Fortezza delle Verrucole, à San Romano in Garfagnana

### Province de Prato

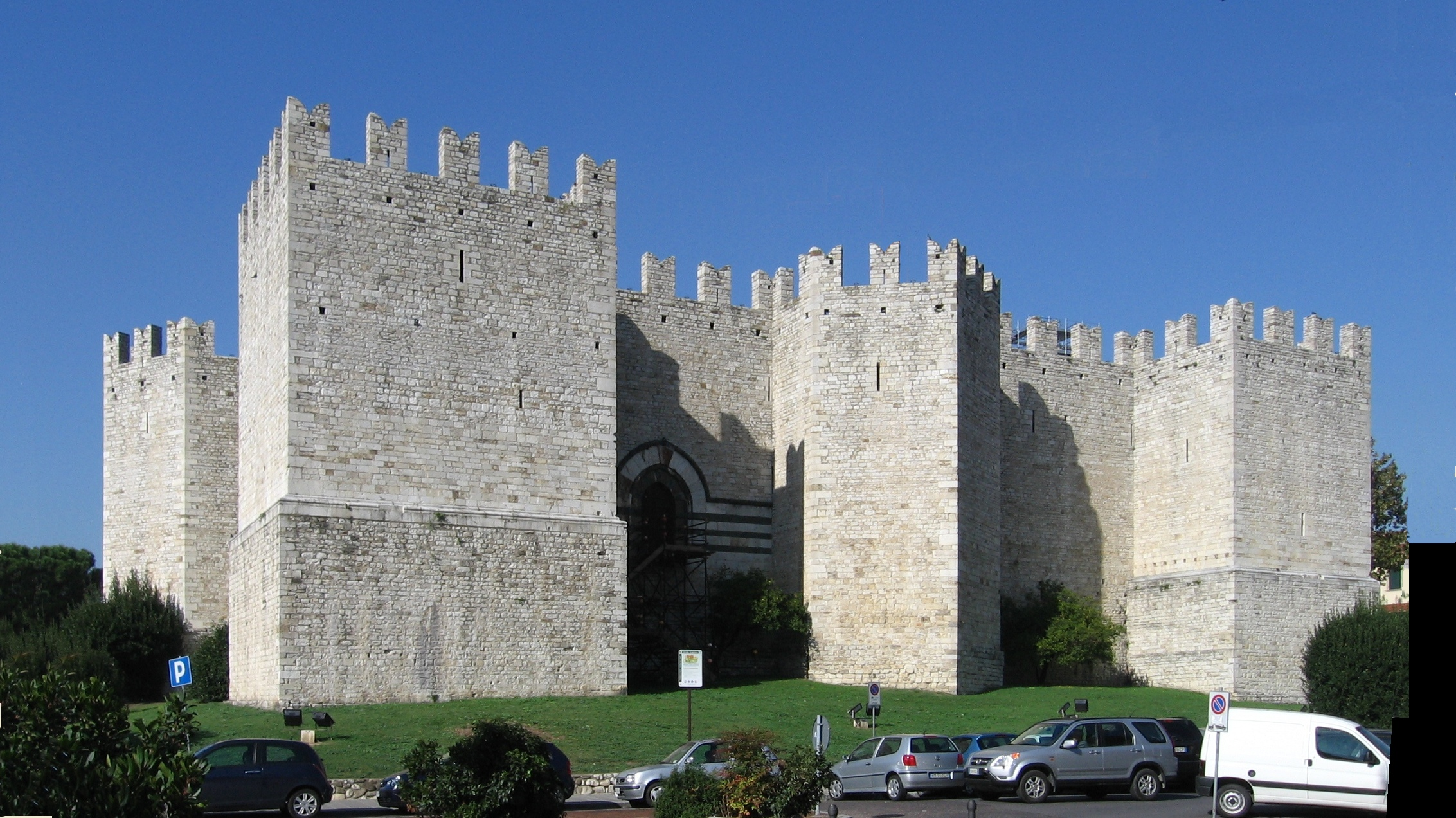
Château de l'empereur

- Le Château de l'empereur, à Prato

### Province de Sienne
- Château de Belcaro, à Sienne
- Château de Brolio, à Gaiole in Chianti
- Château de Celsa, à 14 km au sud-ouest de Sienne

## Ombrie

### province de Pérouse
- Château de Petroia, à Gubbio
- Palais des Consuls, à Gubbio
- Rocca Flea, à Gualdo Tadino

## Vallée d'Aoste
- Fort de Bard, à Bard ;
- Château de Verrès, à Verrès ;
- Château d'Issogne, à Issogne ;
- Château Savoie, près du chef-lieu de Gressoney-Saint-Jean ;
- Château de Graines, dans la commune de Brusson ;
- Château de Chenal, à Montjovet ;
- Château d'Ussel, près de Châtillon ;
- Château de Cly, dans la commune de Saint-Denis ;
- Château de Fénis, à Fénis ;
- Château des seigneurs de Quart, dans la commune de Quart ;
- Château de Bramafam, le château Jocteau et le château de Montfleury, à Aoste ;
- Château royal de Sarre, à Sarre ;
- Château d'Aymavilles, à Aymavilles ;
- Château de Saint-Pierre, à Saint-Pierre ;
- Château Sarriod de la Tour, près du chef-lieu de Saint-Pierre ;
- Châtel-Argent, à Villeneuve ;
- Château d'Avise, à Avise ;
- château de Châtelard, à La Salle.

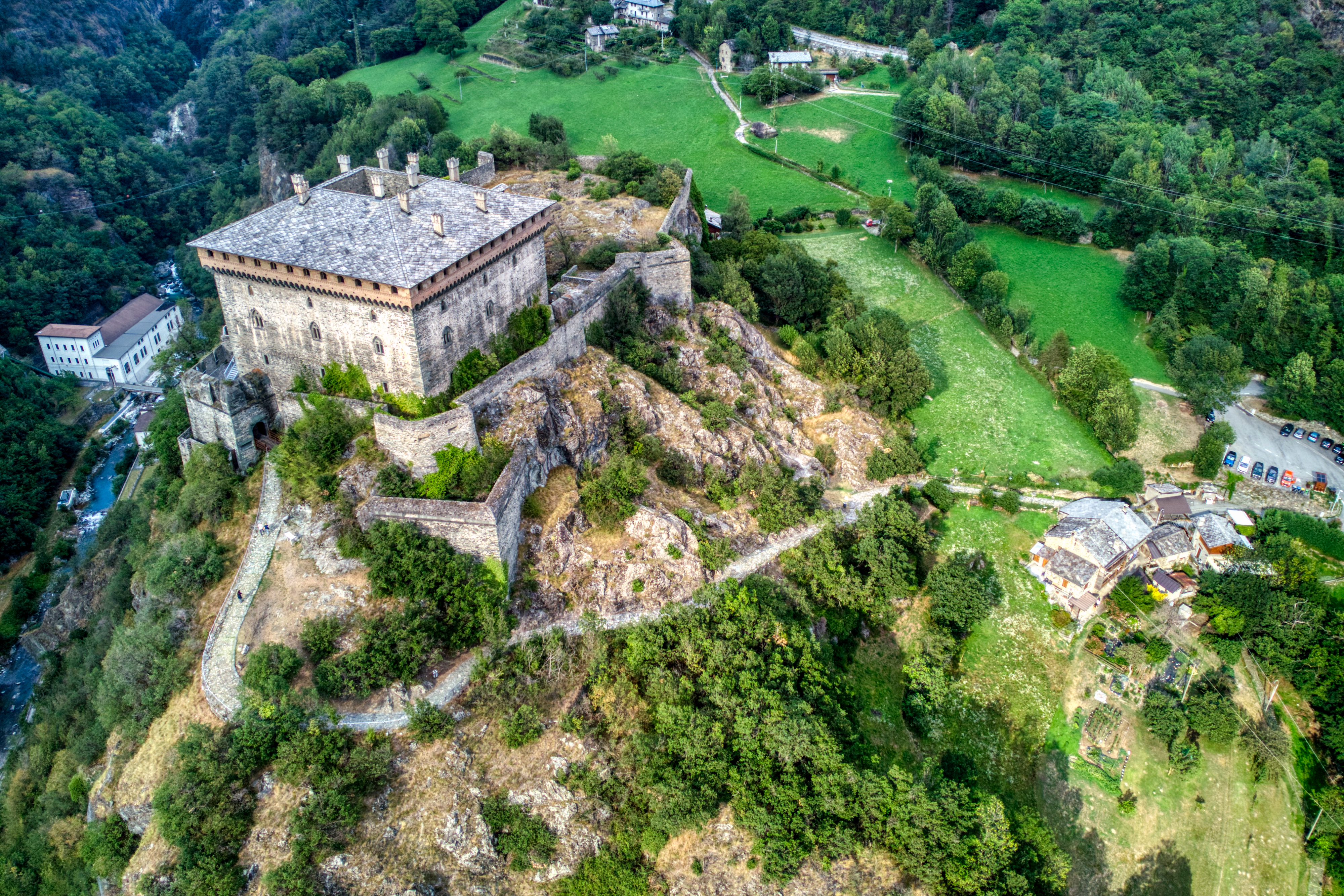
château de Verrès
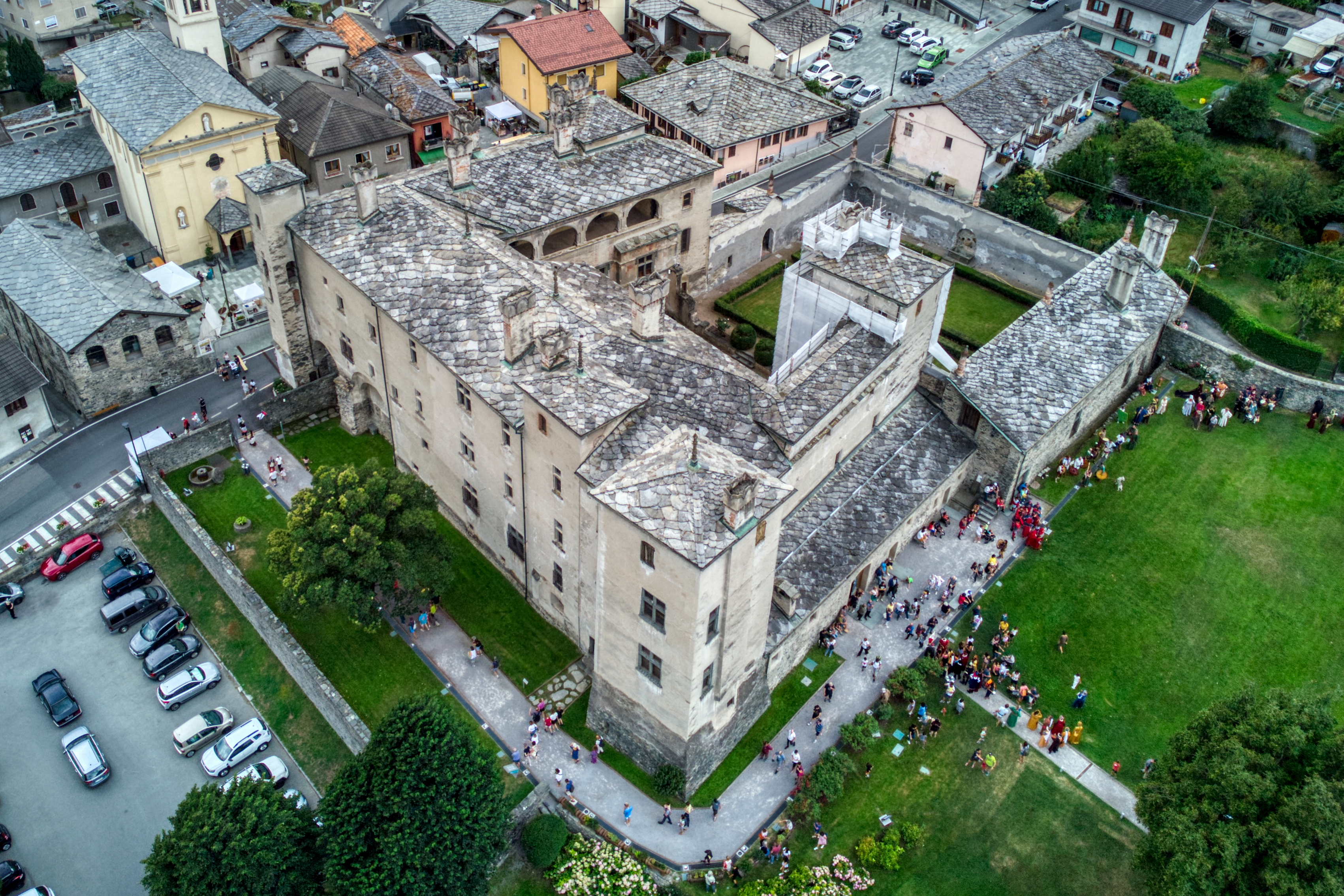
Château d'Issogne
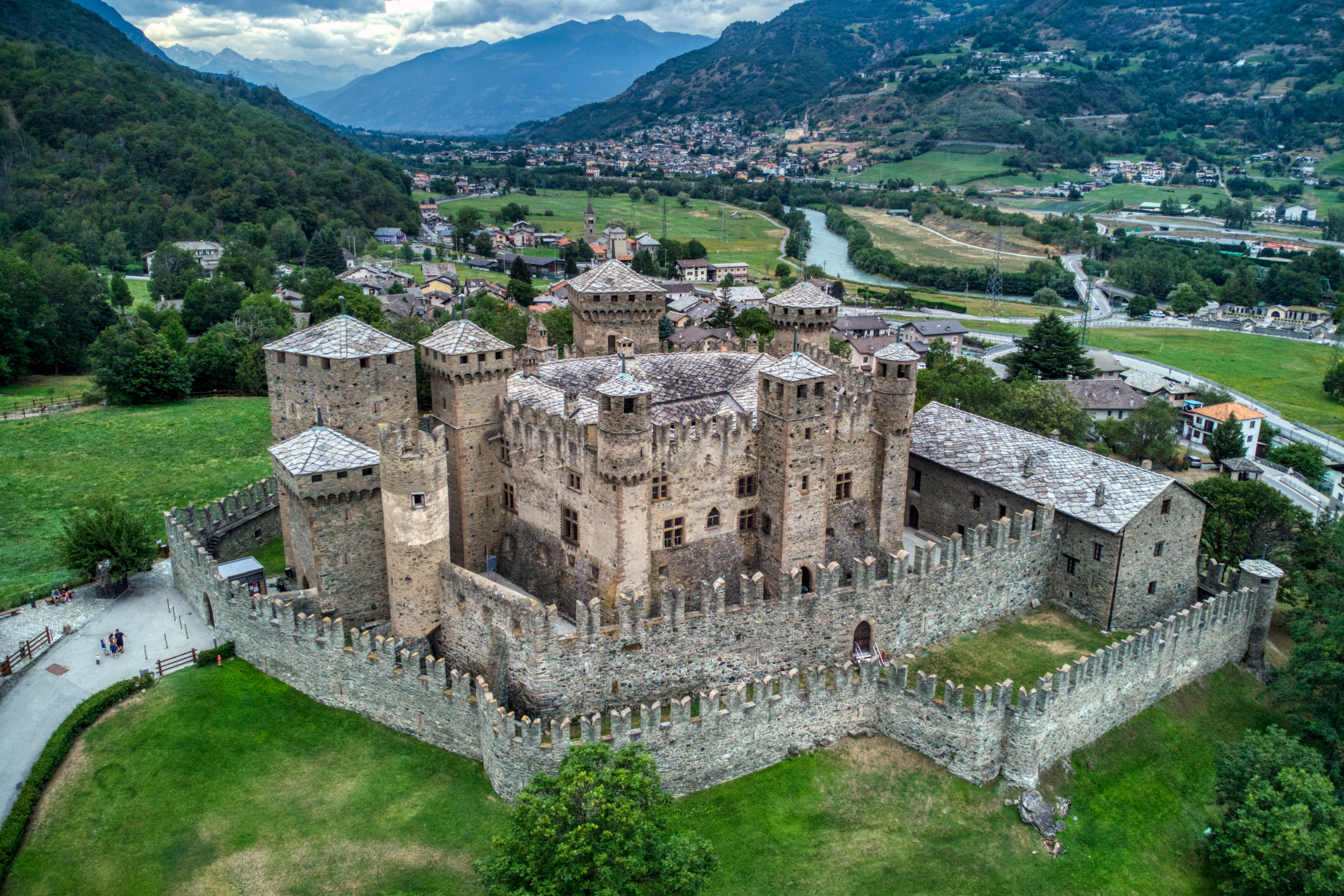
Château de Fénis

## Vénétie

### province de Belluno
- Château de Zumelle, à Mel

### province de Padoue
- Château du Catajo, à Battaglia Terme
- Château de Padoue, à Padoue

### Province de Vérone
- Château Scaliger à Malcesine.
- Château Scaliger à Torri del Benaco

### province de Vicence
- Château de Vicence, à Vicence